# Нердлінгер-Рис

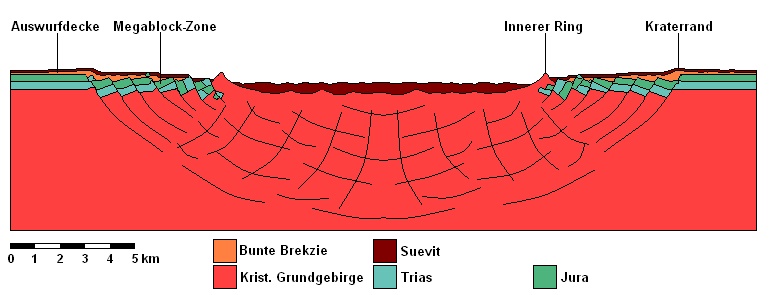
Схема будови Риса

Нердлінгер-Рис (нім. Nördlinger Ries) — 24-кілометровий метеоритний кратер у Німеччині. Утворився в міоцені, близько 15 млн років тому. Більшою частиною лежить у Баварії (район Донау-Ріс), західним краєм — у Баден-Вюртемберзі (район Східний Альб). Всередині кратера, приблизно за 6 км на південний захід від центру, розташоване місто Нердлінген.
У Німеччині кратер називають просто Рис (Ries). Ймовірно, це слово походить від назви римської провінції Реція.
Рис — найкраще збережений складний кратер Землі, одна з найкраще вивчених та найбільш густонаселена астроблема. Його дослідження суттєво допомогло вивченню метеоритних кратерів загалом. У Нердлінгені є музей, присвячений Рису. На території кратера та його околиць загальною площею 1800 км2 створено геопарк Рис.
Приблизно за 42 км на захід-південь-захід від центру Риса розташований 3,8-кілометровий Штайнгаймський кратер. Вважають, що вони виникли одночасно внаслідок падіння подвійного астероїда.
Рис є джерелом молдавітів — тектитів, виявлених у Чехії, Німеччині, Австрії та Польщі на відстанях до 500 км від нього.

## Опис

### Загальний опис
Рис лежить на масиві вапнякових плато, поділяючи його на Швабський та Франконський Альб. Цей масив існував і на час удару. Кратер перетинає річка Верніц, що зливається там із річкою Егер.
Місце, куди влучило космічне тіло, було вкрите товстим шаром осадових порід. Угорі лежав шар піску з невеликою кількістю вапняку (олігоценові та міоценові річкові та озерні відклади) товщиною до 50 м. Нижче був розташований 600-700-метровий шар вапняків, сланців та пісковиків (переважно юрського та тріасового віку). Його підстилали кристалічні (магматичні та метаморфічні) породи — граніти, під якими лежали гнейси та амфіболіти.
Діаметр Риса — близько 24 км (за різними вимірюваннями, від 22—23 до 25—26 км). Вал височіє над внутрішньою частиною кратера на 100—150 м (на півдні — на 200 м), а над околицями — на кількадесят метрів. Якби в кратері не було осадових порід, його глибина відносно рівня навколишньої поверхні сягала би приблизно 500 м, а якби ще й імпактних — близько 800 м. Під згаданими нашаруваннями лежить дно кратера, яке складається з розтрісканих від удару кристалічних порід. Їх верхні шари багаті на конуси руйнування. Розтріскування простежується до глибини 6 км і проявляється в сповільненні сейсмічних хвиль.
У центрі Риса його сховане під нашаруваннями дно утворює заглибину діаметром 11—12 км. Її оточує свій вал — внутрішнє кільце. Воно, як і дно кратера, складене переважно розтрісканими кристалічними породами. Як і у зовнішнього кільця, його внутрішній край крутіший і краще виражений, ніж зовнішній. Подекуди внутрішнє кільце виходить на поверхню у вигляді пагорбів висотою до 50 м. Всередині центральної заглибини на дні кратера є ще одне кільцеподібне скупчення пагорбів, яке, однак, на поверхню не виходить. Його діаметр становить 4—5 км, а висота відносно дна — близько 300 м.
Дно центральної заглибини вкрите шаром імпактної брекчії (зювіту) товщиною до 400 м. На ньому лежить шар осадових порід товщиною до 350 м від озера, що існувало в кратері в міоцені. Більш молодих відкладів у Рисі набагато менше.
Область між внутрішнім та зовнішнім кільцем містить численні уламки порід розміром у десятки — сотні метрів (до 2 км) і відома як зона мегаблоків. Деякі з цих уламків утворилися при ударі, а інші — при осіданні стінок щойно утвореного кратера. Серед них є фрагменти як осадових, так і кристалічних порід. Їх загальний об'єм — близько 50 км3.
Зовнішнє кільце (край кратера) діаметром близько 24 км утворене скидами — розломами, вздовж яких породи з внутрішнього боку цього кільця зміщені вниз.
Кратер, особливо його центральна зона, створює від'ємні гравітаційну та магнітну аномалії. Величина гравітаційної аномалії з поправкою на тяжіння деталей рельєфу (аномалія Буге) становить −18 мГал. Негативні аномалії Буге звичні для метеоритних кратерів і спричинені низькою густиною розтрісканих порід дна, ударних брекчій та осадових порід. Магнітне поле біля центра Риса послаблене на величину до 300 нТл. Причиною цього є товстий шар зювіту, що містить магнетит, який при остиганні сприйняв тодішній протилежний сучасному напрямок магнітного поля Землі.

### Викиди
Викиди Риса збереглися винятково добре. Це єдиний земний кратер середнього розміру, у якого можна дослідити всі типи викидів, характерні для різних відстаней від центра. Вони розповсюждені і в самому кратері, і поза ним, переважно на півдні та сході (ймовірно, через сильнішу ерозію в інших місцях).
Основна маса викидів складається з двох різко відмінних шарів поліміктової брекчії: кольорової брекчії (нижній) та зювіту (верхній). Межа між ними скрізь дуже чітка, але дуже нерівна на масштабах одиниць — сотень метрів, що свідчить про горбистість нижнього шару на час відкладення верхнього.
Двошаровість викидів спостерігається у всіх складних кратерів Землі, викиди яких збереглися донині (втім, таких кратерів небагато). Крім того, вона яскраво виражена у деяких кратерів Марса, що викликає у дослідників інтерес до їх порівняння з Рисом.

#### Кольорова брекчія
Кольорова брекчія (нім. Bunte Breccie) складається з різнокольорових уламків переважно осадових порід (частка кристалічних становить 3—10 %), що мало змінені ударом. Не містить застиглих розплавів. Поширена від внутрішнього кільця до відстані близько 45 км від центра кратера. Найбільший за об'ємом та площею поширення тип викидів; її загальний об'єм оцінюють у 95 км3, а максимальна зареєстрована товщина становить 121 м.
У місцях, де кольорова брекчія лежить на вапняку, він відполірований та вкритий пошкрябинами, спрямованими від центра Риса (результат ковзання брекчії по вапняку, подібний до льодовикової шліфовки), а подекуди розбитий. Ця брекчія утворена уламками, що вилітали з кратера, ймовірно, за балістичними траєкторіями, та подрібненими ними місцевими породами, причому з віддаленням від центра Риса частка місцевих порід зростає і на відстані двох радіусів кратера сягає 90 % за об'ємом.

#### Зювіт
Зювіт — скловмісна брекчія, утворена переважно з кристалічних порід (граніту та гнейсу), що зазнали сильнішого впливу удару, ніж складники кольорової брекчії, і були частково розплавлені. Наявність зювіту — характерна ознака кратерів, що утворилися принаймні частково в кристалічних породах; Рис є його ти́повим місцезнаходженням.
Зювіт поширений від центра кратера на відстань близько 22 км; його загальний об'єм оцінюють у 20—30 км3. Майже весь зювіт, що зберігся донині, перебуває в центральному заглибленні кратера. Там він утворює суцільний шар товщиною до 400 м (схований під озерними відкладами), а за межами цього заглиблення — лише окремі скупчення (що подекуди виходять на поверхню). Ці скупчення в зовнішній частині кратера сягають товщини принаймні 84 м, а за його межами — 25—30 м. Низка міркувань вказує на те, що фрагментарність зювітового покриву поза центральним заглибленням — наслідок не лише ерозії, а й неоднорідного відкладення.
У різних місцях зювіт дещо відрізняється. Так, зовні (але не всередині) центральної западини кратера він містить подібні до вулканічних скляні «бомби» розміром переважно 1—10 см (іноді до кількох дециметрів). Крім того, в «зовнішньому» зювіті 0,05—1,2 % (зрідка до 8 %) складають осадові породи — переважно верхньоюрський вапняк — тоді як у «внутрішньому» осадових порід набагато менше і вапняку серед них нема. У «бомбах» та зювіті трапляються мікроскопічні зерна алмазу, лонсдейліту та карбіду кремнію, утворені при появі кратера. Розмір алмазів сягає 0,3 мм, а їх вміст варіює в межах 0,06—0,7 мільйонної частки. Деякі з них утворилися шляхом параморфізму графіту в складі гнейсів, а деякі — шляхом хімічного осадження з розжареного газу. Загальна маса алмазів у зювіті Риса вимірюється десятками тисяч тон.
Зювіт є продуктом осідання розжарених порід. Щодо деталей його утворення є різні версії. Існують ознаки того, що він осідав із гарячих потоків — за однією з версій, подібних до пірокластичних. Є гіпотеза, що зювіт утворився при вибуховій взаємодії ударного розплаву з водою, але походження потрібної для цього кількості води та деякі інші деталі пояснити важко. Зювіт відкладався при температурі понад 580 °C і, ймовірно, навіть понад 900 °C. При цьому кольорова брекчія була значно холоднішою, на що вказує незакристалізованість скла в нижньому шарі зювіту. Після осідання з зювіту виділилося багато газів, які лишили в ньому численні вертикальні канали.

#### Інші викиди
У кольоровій брекчії широко розповсюджені «мегаблоки» викинутого з кратера вапняку розміром від 25 до приблизно 1000 м. Уламки вапняку, що залягав найвище (верхньоюрського), розліталися далі, ніж уламки більш глибокого (середньоюрського та старшого). Кольорову брекчію та алохтонні мегаблоки, які походять із перехідної порожнини, об'єднують під німецькою назвою Bunte Trümmermassen («кольорові маси уламків»).
Юрський вапняк, що зазнав впливу удару, примітний рострами белемнітів, розтрісканими на скибки, що змістилися під дією напруження зсуву і згодом зцементувалися знову. Вони трапляються як у мегаблоках, так і в кольоровій брекчії.
У зовнішній частині кратера та за його межами зрідка трапляється своєрідна поліміктова брекчія, що складається виключно з кристалічних порід (менш перетворених ударом, ніж породи в складі зювіту) і не містить розплаву. Вона утворює нагромадження розміром до десятків метрів, що залягають нижче зювіту і зазвичай вище кольорової брекчії. Крім того, виокремлюють дайкову брекчію, що заповнює тріщини в мегаблоках і може складатися як з уламків цих мегаблоків, так і з інших порід.
На найбільші відстані розлетілися викиди, що з'явилися на самому початку формування кратера. Вони утворилися з порід, що лежали найвище — на глибині до 50 м. Ці викиди вилітали зі швидкістю до 10 км/с і досягали висоти в десятки кілометрів, де завдяки малому опору повітря могли летіти дуже далеко:
- «блоки Рейтера» (нім. Reutersche Blöcke) — шматки верхньоюрського вапняку розміром до кількох дециметрів, що часто містять конуси руйнування, — трапляються на відстанях до 180 км від місця удару[43][16][32]. В осадових породах Передальпійського крайового прогину[en] такі уламки (розміром від <1 мм до 20 см) утворюють прошарок товщиною 10-15 см, відомий як Brockhorizont або Blockhorizont. Він важливий як стратиграфічний орієнтир[44][5]. Крім того, завдяки наявності вище та нижче нього прошарків вулканічного туфу, що добре піддається датуванню, він дає можливість доволі точного визначення віку кратера[5];

- молдавіти — утворені при ударі тектити — виявлено на відстанях приблизно від 200 до 500 км від Риса[17]. Вони були викинуті в напрямку удару — на схід і північний схід — і трапляються переважно в Богемії і Моравії (Чехія), рідше в Саксонії (Німеччина), Нижній Сілезії (Польща) та Нижній Австрії[17][45]. Всі їх місцезнаходження лежать у межах клину шириною 57° із вершиною в Рисі. Таке розповсюдження тектитів свідчить про велике відхилення напрямку удару від вертикалі[16][46]. Судячи з елементного та ізотопного складу молдавітів, вони утворилися з кайнозойського піску, що містив домішки глини та вапняку прісноводного походження[15]. Деякі ознаки вказують на формування молдавітів не лише з розплаву, а і з йонізованої пари[45][20]. Їх з'явилося порядку мільйона тон, із яких порядку 10 000 тон збереглося донині[46]. Як і викиди вапняку, молдавіти (а також інші види імпактного скла) корисні для датування кратера[5].

Деякі дослідники припускали, що з викидів Риса утворився і один із прошарків бентоніту в осадових породах Передальпійського крайового прогину. Ця гіпотеза базувалася насамперед на однаковості віку цього прошарку та молдавітів (у межах похибки, що вимірюється сотнями тисяч років). Однак мінералогічні дані вказують на вулканічне походження цього бентоніту.

### Ударний розплав
Поблизу східного краю Риса виявлено кілька маленьких місцезнаходжень застиглого ударного розплаву. Він утворився з кристалічних порід і виглядає як червонуватий камінь, що містить численні нерозплавлені їх уламки. Ударний розплав Риса примітний відсутністю алмазів (в аналогічних породах низки інших астроблем вони є). Він залягає вище кольорової брекчії або мегаблоків і утворює тіла розміром до десятків метрів. Ймовірно, його східне розташування має ту ж причину, що у молдавітів.
Відсутність суцільного шару розплаву відрізняє Рис від багатьох інших кратерів. Це може пояснюватися великою кількістю осадових порід у місці удару: потоки летких речовин, що з них виділялися, могли викинути розплав із кратера. З іншого боку, багато розплаву є у складі зювіту, і питання може полягати не в нестачі розплаву, а в його диспергованості.

### Космічна речовина
Космічної речовини в Рисі майже або зовсім нема. Можливо, це результат похилості удару: комп'ютерне моделювання показує, що при ударі під кутом менше 30° до горизонту вся вона одразу викидається з кратера. Але при куті удару 45° у перехідній порожнині мало б лишитися приблизно 1/10 маси космічного тіла, що склало б у тамтешніх породах домішку близько 1 %.
Найкращим показником наявності космічної речовини є домішки сидерофільних елементів, а найбільший її вміст моделі передбачають в ударних розплавах та зювіті. У Рисі в більшості зразків цих порід помітної збагаченості згаданими елементами нема, хоча скляні «бомби» вирізняються дещо підвищеним вмістом нікелю порівняно з кристалічними породами, з яких вони, ймовірно, утворилися. Збільшений вміст нікелю, кобальту, іридію та хрому виявлено і в деяких зразках зювіту. Їх дослідження вказують на можливу наявність домішки астероїдної (хондритної) речовини в кількості 0,1—0,2 %.
Верхній шар кристалічних порід під центральною заглибиною кратера містить численні мікроскопічні прожилки з заліза, нікелю та хрому з домішками кобальту, іридію, осмію, кремнію, кальцію та інших елементів. Першовідкривачі цих прожилок інтерпретували їх як результат конденсації в мікротріщинах пари астероїдної речовини, але не виключена й можливість їх земного походження. Подібні прожилки знайдені і в розтрісканих ударом рострах белемнітів на краю кратера.
Інтерпретацію даних щодо вмісту згаданих елементів ускладнює великий і варіабельний початковий вміст деяких із них у кристалічних породах поблизу місця удару, і це часом вводило дослідників в оману. Згідно з деякими авторами, дані щодо нікелю, кобальту, хрому та золота взагалі непридатні для пошуку космічної речовини в Рисі.
За результатами моделювання, речовина космічного тіла при ударі мала частково розплавитися і частково випаруватися. Краплі її розплаву мали вилетіти з кратера подібно до матеріалу тектитів — за схожими траєкторіями і з подібними швидкостями. Проте ці матеріали не змішувалися, і тому помітних позаземних домішок у тектитах нема. Область випадання космічної речовини, згідно з моделлю, подібна до області випадання тектитів, хоча й не збігається з нею. Маса цієї речовини на одиницю площі має сягати більших значень, ніж у тектитів, але вона випадала набагато дрібнішими частками, що швидко руйнуються. Проте можливо, що її вдасться виявити в ґрунтах області поширення тектитів за допомогою геохімічних досліджень.

## Геологічна історія
За даними аргон-аргонового датування молдавітів 2018 року, зіткнення сталося 14,808 ± 0,038 млн років тому. За даними опублікованого того ж року уран-свинцевого датування цирконів з прошарків вулканічного туфу, між якими лежить прошарок викидів Риса в осадових породах Передальпійського крайового прогину, вік кратера лежить між 14,93 і 15,00 млн років. У 2011—2017 роках було отримано ще кілька оцінок, що лежать у межах 14,5—15,0 млн років. Всі ці значення відповідають лангійському віку міоценової епохи неогенового періоду. Всього за останні 50 років було виконано близько 70 досліджень з визначення віку Риса.
Незважаючи на виключно добру дослідженість кратера, про космічне тіло, що його утворило, відомо мало. За висновками низки робіт із пошуку в породах Риса домішок космічної речовини, це був кам'яний астероїд. Деякі дослідники схилялися до його хондритного складу, деякі — до ахондритного. Згідно з іншими авторами, інформації для висновків про склад цього тіла недостатньо і воно могло бути навіть залізним. Його розмір (за умови кам'яного складу) оцінюють в 1,1—1,5 км, а розмір його супутника, що створив Штайнгаймський кратер — у 150—200 м. Вони зіткнулися з Землею в напрямку схід-північ-схід під кутом 30—50° до поверхні. За даними комп'ютерного моделювання, Рис могло би створити зіткнення зі швидкістю 15—18 км/с, при якому тиск сягав 300—500 ГПа, а температура — 20—35 тисяч градусів. Виділену енергію оцінюють у 1020—1021 Дж, що на 6—7 порядків більше, ніж у ядерного вибуху в Хіросімі.
Об'єм викинутих при зіткненні порід оцінюють у 120—220 км3, а об'єм розплавлених — у 5—16 км3 (із яких лише 0,25—0,5 км3 утворюють суцільні маси, тоді як решта перебуває в складі зювіту).
За даними комп'ютерного моделювання, через 10 с після удару (на стадії перехідної порожнини) кратер сягнув глибини близько 4 км (згідно з іншими роботами, 2—2,5 км). При цьому його діаметр був дещо меншим, ніж у сучасної внутрішньої западини. Її край — внутрішнє кільце — є залишком тодішнього краю кратера. Підйом дна та осідання стінок негайно зменшили глибину порожнини і збільшили діаметр. Навколишні породи великими уламками змістилися до центру та вниз, створивши зовнішню частину Риса — «зону мегаблоків». Формування кратера, згідно з моделями, мало тривати приблизно хвилину. Втім, ці моделі мають значні труднощі в поясненні особливостей Риса.
За деякими оцінками, удар знищив усе живе в радіусі понад 100 км. Але дослідження, присвячені довгостроковому впливу зіткнення на живу природу, не виявили значних наслідків. За висновками їх авторів, фауна та флора півдня Німеччини після удару швидко відновилися. Коректність цих досліджень піддавали сумніву, але принаймні масових вимирань утворення Риса та Штайнгаймського кратера не спричинили.
Викиди від удару, перекривши сусідні річки, створили нові озера. З'явилося озеро і в самому кратері. Воно існувало там у міоцені впродовж 0,3—2 млн років. Деякий час на його дні відбувалися гідротермальні процеси, підживлювані теплом зювітового шару (і, можливо, глибинних порід, піднятих при появі кратера). Ці процеси могли тривати тисячі (існує оцінка в 250 000) років і проявлялися у змінах мінерального складу зювіту та появі характерних карбонатних відкладів.
Спершу озеро було содовим і евтрофним, потім стало солоним, а наприкінці свого існування, після появи стоку, — прісним оліготрофним. У відкладах останньої стадії, на відміну від попередніх, багато решток хребетних — риб, земноводних, черепах, ящірок та різноманітних птахів і ссавців. Деякий час рівень озера був вище сучасної поверхні дна кратера, тому нині тогочасні відклади на височинах виходять на поверхню. Під кінець міоцену озерні відклади заповнили Рис цілком, але потім — переважно в плейстоцені — понад 100 м цих відкладів знищила ерозія. Тривале перебування кратера та його викидів під осадовим покривом забезпечило їхню добру збереженість. Між пізнім міоценом та плейстоценом тектонічні рухи дещо нахилили поверхню регіону на північний схід.

## Історія дослідження
Утворену при ударі брекчію, відому як зювіт, із римських часів використовували як будівельний камінь. Наприкінці XVIII століття зювіт привернув увагу військового інженера Карла фон Касперса, який виявив, що з нього можна робити ще й будівельний розчин. 1792 року фон Касперс висловив першу гіпотезу щодо походження зювіту: він припустив, що це різновид вулканічного туфу. Відсутність в околицях вулканів не завадила цій ідеї набути широкого визнання геологів, оскільки в ті часи в Європі часто виявляли невідомі раніше згаслі вулкани. Підтримав її і Бернгард фон Котта — автор першого ґрунтовного геологічного дослідження Риса (1834). Ця версія переважала серед геологів до 1960-х років.
У XIX та XX століттях чимало дослідників намагалися пояснити виникнення Риса вулканічними явищами. Через його явні відмінності від типових вулканічних кратерів при цьому доводилося залучати інші, зокрема льодовикові процеси. Свого часу більшість геологів поділяла гіпотезу Вальтера Кранца (1911) про вибух пари від нагрітих магмою підземних вод. Існували й більш екстравагантні ідеї: 1849 року Карл Еміль фон Шафгойтль висунув припущення, що западина утворилася при обезводнюванні та стисканні підземних мас силікатного гелю.
Метеоритне походження Риса вперше припустив 1904 року німецький купець та геолог-любитель Ернст Вернер. Він — ймовірно, під впливом робіт Гроува Карла Гільберта — порівняв його з кратерами Місяця (хоча більшість вчених і їх тоді вважала вулканічними). Вдруге цю ідею висловив 1933 року естонський вчитель Юліус Освальд Кальювее, а втретє — 1936 року німецький геолог Отто Штутцер, який задався питанням, якої сили має бути вибух пари для утворення кратера такого розміру, і відзначив подібність Риса до Аризонського кратера. Перші дві роботи лишилися непоміченими, а третя була рішуче відкинута всіма фахівцями.
Через два десятки років робота Штутцера привернула увагу американського геолога Юджина Шумейкера, який 1960 року разом із колегами довів метеоритне походження Аризонського кратера, після чого став шукати інші кратери, для яких припускалося те саме. Відібравши зразок зювіту в кар'єрі в Оттінгу поблизу Риса, він відправив його своєму колезі Едварду Чао. Останній виявив там зерна коеситу, який утворюється лише за величезного тиску і в породах, що не бували на великій глибині, міг з'явитися тільки від удару космічного тіла. Результати цього дослідження Шумейкер та Чао опублікували 1961 року.
Геологи Німеччини сприйняли ці результати по-різному. Розв'язання проблеми, над якою багато людей старанно працювали понад 100 років, заїжджим науковцем, який уперше побачив кратер і докази якого видно лише під мікроскопом, не всім видалося переконливим. У дискусіях проявилися і патріотичні міркування, і давнє протистояння між класичною геологією та мінералогією. Зате складні стосунки між геологами Баварії та Баден-Вюртемберга, які відстоювали різні варіанти вулканічної гіпотези, відійшли на другий план.
Робота Шумейкера та Чао поклала початок інтенсивним дослідженням. Того ж 1961 року американський геофізик Альвін Коен припустив, що Рис є джерелом молдавітів, що через два роки було підтверджено їх однаковим віком із зювітом. 1962 року в кратері виявили стишовіт, який потребує для утворення ще більшого тиску, ніж коесит. 1969 року буріння показало, що магнітна аномалія, яку пояснювали базальтовою інтрузією, насправді створена шаром зювіту. Завдяки цим та іншим результатам метеоритне походження Риса набувало все більшого визнання і в 1970-х роках стало загальноприйнятим. Численні дослідження кратера було підсумовано в двох спеціальних збірках Баварського геологічного управління (1969 та 1977) та низці інших робіт.
Буріння в Рисі вперше здійснила нафтова компанія Deutsche Erdöl AG ще 1953—1954 року. В центральній частині кратера було зроблено свердловину глибиною близько 350 м. Значних наукових результатів з цього керну тоді не отримали, хоча згодом він приніс деяку користь. Більш результативним виявилося буріння 1969 року в зовнішній частині кратера (на глибину 180 м) і особливо 1973 року у внутрішній частині (на глибину 1206 м). Пізніше в Рисі та області його викидів було пробурено ще низку свердловин.
1970 року НАСА відправило в кратер майбутніх астронавтів «Аполлона-14», які під керівництвом німецьких геологів вчилися там геології загалом і розпізнаванню порід ударного походження зокрема.
1990 року в Нердлінгені відкрито музей кратера Рис, розташований на площі Юджина Шумейкера, 1. 1998 року поруч відкрито Центр досліджень кратера Рис та зіткнень у Нердлінгені (нім. ZERIN) — підрозділ Музею природознавства в Берліні, що надає дослідникам доступ до кернів та інших матеріалів, які стосуються кратера. 2006 року на території Риса та його околиць загальною площею 1800 км2 створено геопарк Рис, призначений для сприяння туризму та освіті. Він став першим геопарком Баварії.